# Wakkerendijk 24-26
Wakkerendijk 24 - 26 is een gemeentelijk monument aan de Wakkerendijk in Eemnes in de provincie Utrecht. 
Het pand werd in 1880 gebouwd als bakkerij. In 1969 was een grote inwendige verbouwing. De bakkerij stopte in 1984, waarna het pand werd gesplitst. Het huis met een mansardedak staat met de nok haaks op de weg. In de symmetrische voorgevel bevindt zich rechts het iets grotere winkelraam van vroeger. In de top is het dichtgemetselde oude ventilatierooster nog zichtbaar. Opvallend zijn de gemetselde strekken boven de deur en de vensters.